# Gloria Steinem

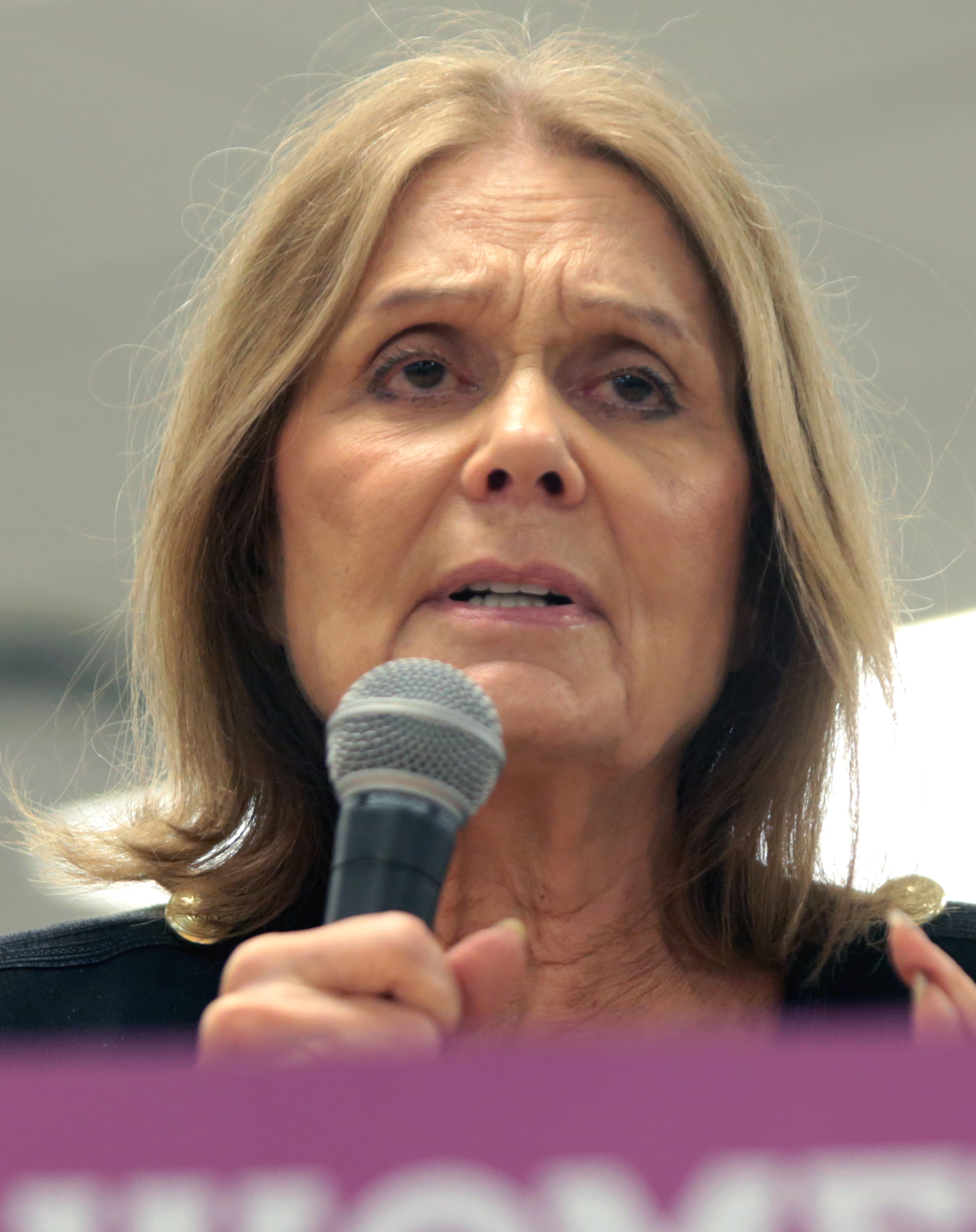
Gloria Steinem (2016)

Gloria Marie Steinem (* 25. März 1934 in Toledo, Ohio) ist eine US-amerikanische Feministin, Journalistin und Frauenrechtlerin. Sie ist Gründerin und Herausgeberin des amerikanischen feministischen Magazins Ms..

## Leben
Gloria Steinem wurde in Toledo geboren. Ihre Mutter, Ruth Nuneviller, hatte deutsche Vorfahren und war als Journalistin tätig. Ihr Vater, Leo Steinem, war der Sohn deutsch-jüdischer und polnisch-jüdischer Auswanderer. Er arbeitete als fahrender Antiquitätenhändler und wurde von seiner Familie begleitet. Die Eltern trennten sich 1945. Der Vater ging nach Kalifornien, um dort Arbeit zu finden. Unterdessen blieb Gloria mit ihrer Mutter und ihrer Schwester Susanne in Toledo. Schon als Kind trug sie zum Familienunterhalt bei und versorgte ihre Mutter, die ihre Karriere für die Familie aufgegeben hatte und an Depressionen litt.
Steinems Großmutter väterlicherseits, Pauline Perlmutter Steinem, war eine Suffragette und wurde als erste Frau in Ohio in einen Bildungsausschuss gewählt. Gloria Steinem erfuhr von den Errungenschaften ihrer Großmutter nicht von ihrer Familie, sondern aus einer Monografie, die eine feministische Historikerin über Pauline Perlmutter Steinem verfasst hatte. Steinem schrieb später, dass der Feminismus ihre Großmutter für sie wiederentdeckt habe.
Steinem besuchte die Waite High School in Toledo. Mit 17 Jahren zog sie zu ihrer Schwester nach Washington, D.C. und machte dort ihren Abschluss an der Western High School. Während der Schulzeit tat sie sich mit vier Freundinnen in einer Chi Alpha Tau getauften Gruppe zusammen; die Mädchen versprachen sich gegenseitig gute Schulleistungen und Engagement in anderen Arbeitsgemeinschaften/Clubs der Highschool. Die Schwesternschaft gewann das Interesse anderer Mädchen. Steinem besuchte unter anderem auch Ballettunterricht. Sie hatte exzellente Schulzeugnisse und bewarb sich an verschiedenen prestigeträchtigen Colleges. Aufgrund ihres sehr guten Ergebnisses in Englisch (SAT 675 von 800 möglichen Punkten) und weil ihre Schwester dort bereits die Zulassung erhalten hatte, besuchte sie das Smith College, eines der berühmtesten Frauencolleges in den USA. Steinem befürchtete aufgrund der dort anzutreffenden Studentinnen aus teilweise extrem reichen Familien nicht anerkannt zu werden. Das Gegenteil war der Fall; Steinem war als begabte und engagierte Studentin sehr angesehen. Sie entschied sich für die Studentenverbindung Zeta Beta Psi.
Von 1958 bis 1962 leitete Steinem das Independent Research Service, eine antikommunistische CIA-Tarnorganisation, die US-amerikanische Jugendliche nach Europa schickte, um die Weltfestspiele der Jugend und Studenten in Wien 1958 und in Helsinki 1962 zu »zerschlagen« oder zumindest die Delegation aus den USA zu »übernehmen«. Steinem leugnete zunächst, dass sie wusste, dass die Organisation vom CIA finanziert wurde. Später erklärte sie, dass sie ganz genau wusste, woher das Geld kam, und dass sie es jederzeit wieder nehmen würde. Steinem erklärte: Die CIA-Agenten, mit denen sie arbeitete, »waren liberal und weitsichtig. Ich hatte nie das Gefühl, dass sie mir Vorschriften machten. Die Leute vom CIA waren die einzigen, die den Mut und die Voraussicht hatten zu erkennen, dass die Arbeit mit Jugendlichen und Studenten wichtig war.« Kurz nach ihrer Tätigkeit für die CIA wurde sie eine prominente Feministin.

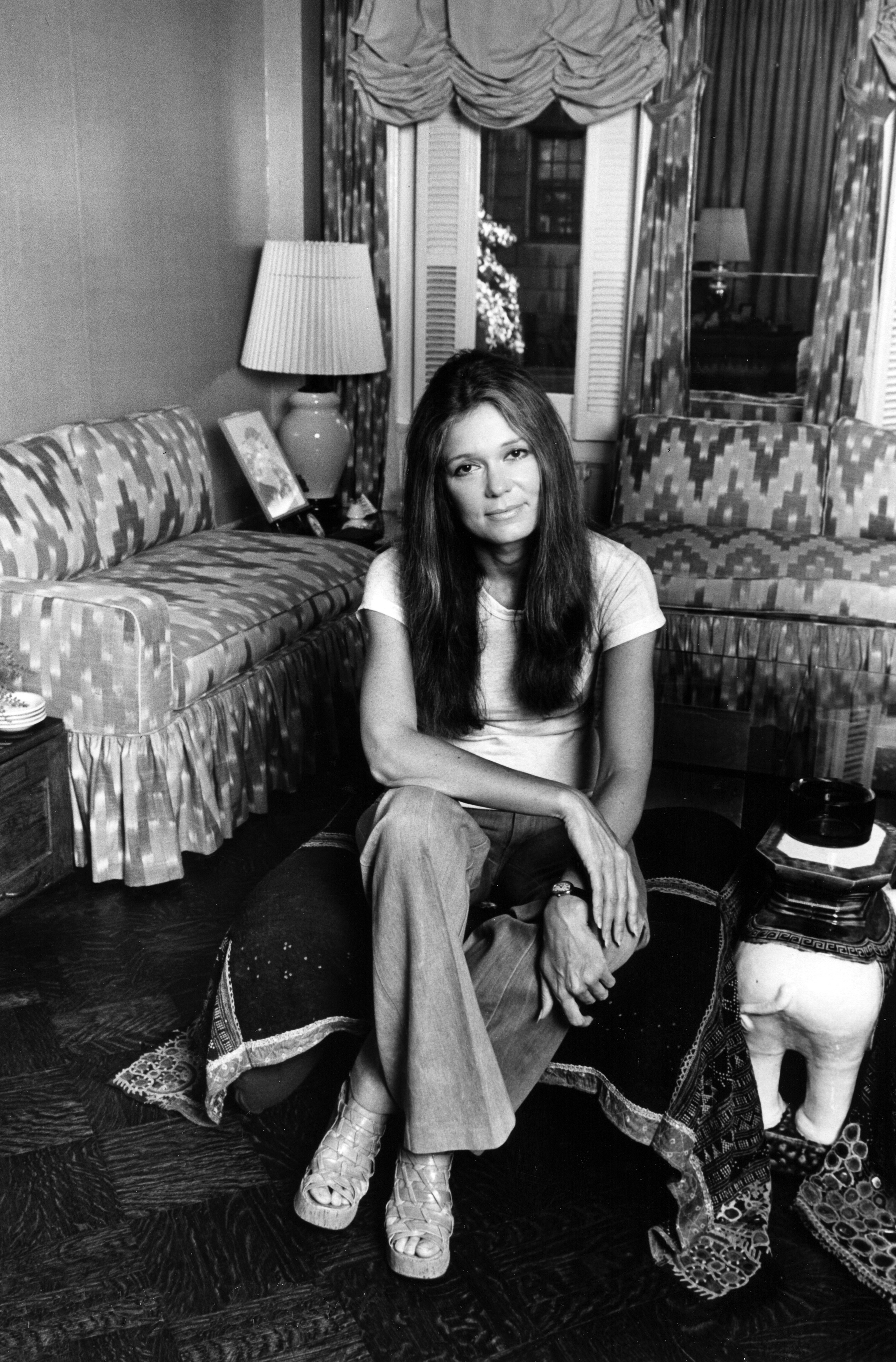
Gloria Steinem, Foto: Lynn Gilbert, 1977

Steinem hatte einmal scherzhaft angemerkt, sie würde gerne undercover als Playboy-Bunny arbeiten, um das Hefner-Imperium zu infiltrieren. Ihr Umfeld traute es ihr zu und sie setzte den Vorsatz um. 1963 arbeitete sie als Playboy-Bunny im New Yorker Playboy Club. Der über die Erfahrungen dort veröffentlichte Artikel A Bunny’s Tale war bahnbrechend und machte sie umgehend berühmt. In dem 1985 gedrehten Fernsehfilm dazu wurde Steinem von Kirstie Alley verkörpert.
Nach einer Reihe von Interviews mit Berühmtheiten erhielt Steinem den politischen Auftrag, die Präsidentschaftskandidatur George McGoverns zu unterstützen. 1962 veröffentlichte sie noch ein Jahr vor Betty Friedans Buch The Feminine Mystique (dt. Der Weiblichkeitswahn oder die Mystifizierung der Frau) einen Artikel im Magazin Esquire, in dem sie den Druck beschreibt, unter dem Frauen stehen, sich zwischen Karriere und Ehe zu entscheiden. 1968 wurde sie Redakteurin des Magazins New York. Sie engagierte sich in der feministischen Bewegung, und die Medien versuchten sie zu einer Art feministischen Anführerin zu stilisieren.

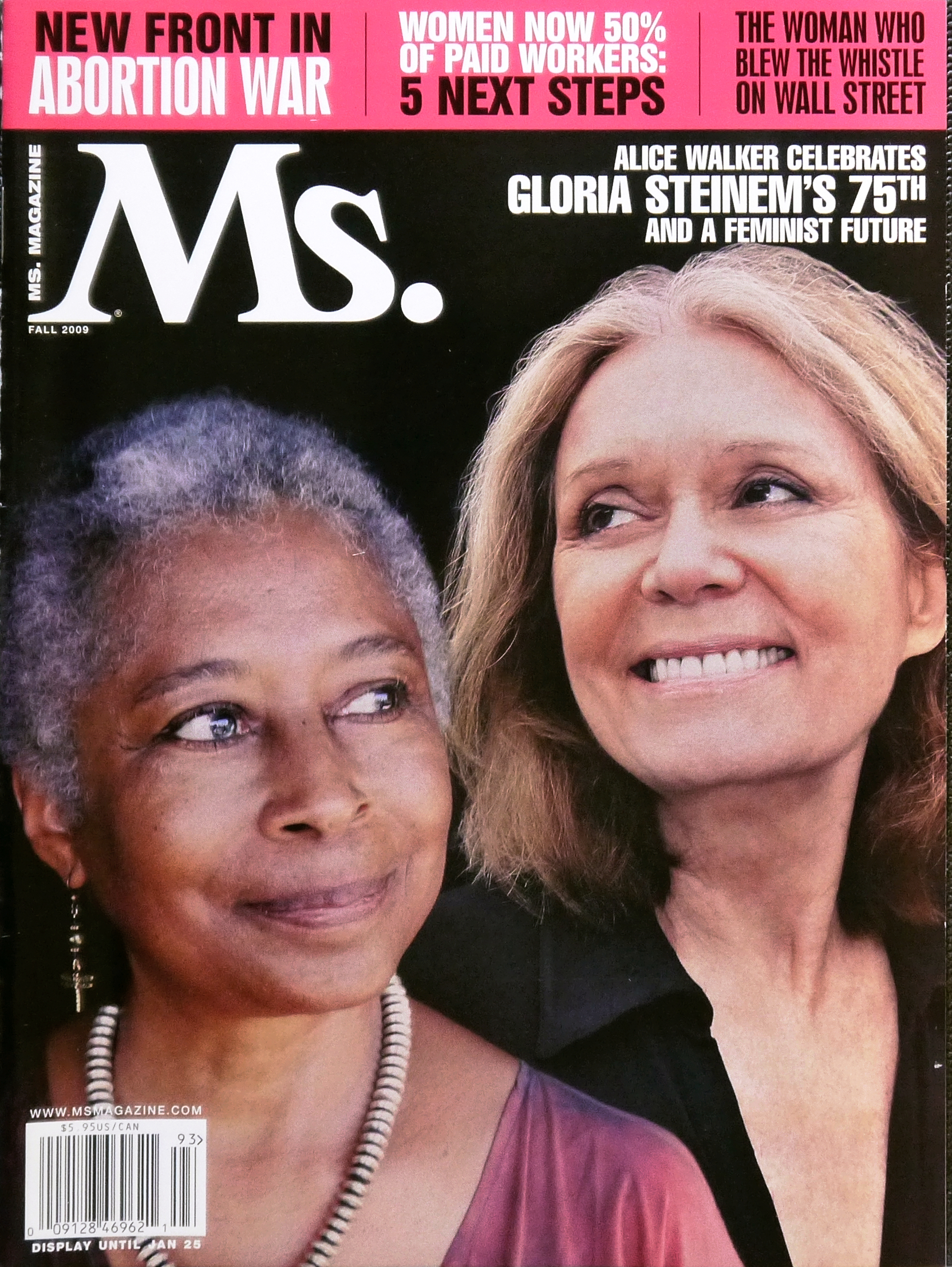
Gloria Steinem war zu ihrem 75. Geburtstag auf dem Titelblatt des Ms. Magazine im Herbst 2009

Steinem brachte andere bedeutende Feministinnen in die vorderen Reihen und zog mit der Anwältin Florynce Kennedy durch das Land. 1971 wurde sie Mitbegründerin der National Women’s Political Caucus sowie der Women’s Action Alliance. 1972 hob sie das feministische Magazin Ms. aus der Taufe und schrieb dafür bis zu dessen Verkauf 1978. 1991 gründete Steinem das Magazin Choice USA, das 2001 an die Feminist Majority Foundation überging. Steinem bleibt allerdings als eine der sechs Gründungsherausgeberinnen im Impressum und arbeitet im Verwaltungsrat.
Entgegen der weitläufigen Meinung hat Steinem nicht den feministischen Slogan geprägt: „Eine Frau braucht einen Mann so dringend wie ein Fisch ein Fahrrad.“ Steinem hat ihn von Irina Dunn übernommen und unter Feministinnen populär gemacht.
Gloria Steinem ist Mitbegründerin der Coalition of Labor Union Women und nahm 1977 an der National Conference of Women in Houston teil. Als das Magazin Ms. 1991 wiederbelebt wurde, wurde sie beratende Herausgeberin. 1993 wurde sie in die amerikanische National Women’s Hall of Fame aufgenommen.
1998 wurde Steinem in einem Zeitungsinterview zum Amtsenthebungsverfahren gegen Bill Clinton gefragt, ob Clinton wegen Meineides seines Amtes enthoben werden solle, und wurde mit der Antwort zitiert: „Clinton sollte wegen Meineides bezüglich Lewinsky in der Paula-Jones-Anhörung verurteilt werden; vielleicht auch wegen der Dummheit, überhaupt zu antworten.“
In den 1980er- und 1990er-Jahren musste sich Gloria Steinem mit einigen persönlichen Schicksalsschlägen auseinandersetzen, vor allem damit, dass bei ihr 1986 Brustkrebs und 1994 Trigeminusneuralgie diagnostiziert wurden.
In zwei Fernsehreportagen des amerikanischen Magazins Frontline und im Magazin Ms. wandte sich Steinem gegen den Missbrauch von Kindern durch Personal in Kindertagesstätten (vgl. z. B. den Fall McMartin).
Am 3. September 2000 heiratete sie im Alter von 66 Jahren David Bale, den Vater des Schauspielers Christian Bale. Die Hochzeit fand bei ihrer Freundin Wilma Mankiller statt, dem ersten weiblichen Stammeshäuptling der Cherokee-Indianer. Die Ehe endete nach drei Jahren, als David Bale an einem Gehirn-Lymphom am 30. Dezember 2003 im Alter von 62 Jahren verstarb.
2005 trat Gloria Steinem in der Dokumentation I had an abortion (dt. „Ich hatte eine Abtreibung“) von Jennifer Baumgardner und Gillian Aldrich auf. Dort beschreibt sie die Abtreibung, die sie als junge Frau in London hatte, wo sie kurze Zeit vor ihrem Studium in Indien lebte.
Steinem war auch Mitglied der Democratic Socialists of America (Sozialdemokraten) und Mitglied des Beirates der Organisation Women’s Voices. Women Vote.
Der kanadische Songschreiber David Usher verarbeitete in seinem Lied „Love Will Save The Day“ Mitschnitte aus Reden von Gloria Steinem. Den Anfang des Liedes stellt ihr Ausspruch dar: „It really is a revolution“ („Es ist wirklich eine Revolution“). Das Lied endet mit dem Zitat: „We are talking about a society in which there will be no roles other than those chosen or those earned; we are really talking about humanism.“ („Wir reden über eine Gesellschaft, in der keine anderen Rollen existieren werden als die, die man sich gewählt oder verdient hat; wir reden ernsthaft über Menschlichkeit.“) Dieses Zitat findet auch im Abspann des Films V for Vendetta Verwendung.

## Auszeichnungen (Auswahl)
- Penney-Missouri Journalism Award
- Lifetime Achievement in Journalism Award from the Society of Professional Journalists
- Society of Writers Award from the United Nations
- 2006: The Ridenhour Courage Prize[16]
- 2012: Humanist of the Year der American Humanist Association
- 2013: Presidential Medal of Freedom[17]
- 2015: Holbrooke Award for Lifetime Achievement des Dayton Literary Peace Prize
- 2016: Benennung eines Asteroiden nach ihr: (249541) Steinem
- 2021: Prinzessin-von-Asturien-Preis für Kommunikation und Humanwissenschaften
- 2025: Mitglied der American Academy of Arts and Sciences

## Schriften (Auswahl)
- Outrageous acts and everyday rebellions.  Verlag Holt, Rinehart & Winston, New York 1983, ISBN 978-0-03063236-5. 
  - Deutsche Ausgabe: Unerhört. Reportagen aus ‚Ms.‘ Aus dem Amerikanischen übersetzt von Uta Goridis und Gerlinde Kowitzke. Rowohlt, Reinbek bei Hamburg 1984, ISBN 3-499-15368-8.
- Revolution from within. Verlag Little, Brown and Co, Boston 1992, ISBN 978-0-31681240-5.
  - Deutsche Ausgabe: Was heißt schon emanzipiert. Meine Suche nach einem neuen Feminismus. Aus dem Amerikanischen übersetzt von Annette Charpentier. Hoffmann und Campe, Hamburg 1995, ISBN 3-426-65094-0.
- My Life on the Road. Random House, New York 2015, ISBN 978-0-67945620-9. 
  - Deutsche Ausgabe: My Life on the Road. Aus dem Amerikanischen übersetzt von Eva Bonné. btb Verlag, München 2016, ISBN 978-3-442-75703-9.